# Eumecynostomum pallidum
Eumecynostomum pallidum är en plattmaskart som först beskrevs av Beklemischev 1915.  Eumecynostomum pallidum ingår i släktet Eumecynostomum och familjen Mecynostomidae.
Artens utbredningsområde är Norra Ishavet. Inga underarter finns listade i Catalogue of Life.